# Zahnmedizinischer Fachassistent
Der Zahnmedizinische Fachassistent (ZMF) ist die Bezeichnung für einen weitergebildeten Zahnmedizinischen Fachangestellten (ZAH oder ZFA) in Deutschland, wobei auf Grund der Geschlechterverteilung im Beruf meist die weibliche Form verwendet wird. Er nimmt in einer Zahnarztpraxis qualifizierte Aufgaben nach Delegation im rechtlich zulässigen Rahmen wahr. Ein Schwerpunkt liegt im Bereich der behandlungsbegleitenden und unterstützenden Parodontitistherapie, der Kariesprävention sowie der Oralprophylaxe.

## Rechtliche Grundlagen
Bei der beruflichen Aufstiegsfortbildung des zahnmedizinischen Fachangestellten zum zahnmedizinischen Fachassistenten handelt es sich um eine Fortbildung im Sinne des Berufsbildungsgesetzes (BBiG). 
Die Fortbildungsvoraussetzungen, die Gestaltung und die Dauer der Fortbildung sowie die Durchführung der Prüfung werden von den zuständigen Zahnärztekammern auf Länderebene geregelt. Diese Fortbildungsordnungen lehnen sich an die von der Bundesärztekammer erstellte Muster-Fortbildungsordnung vom 3. September 2003 an.
Der zulässige Delegationsrahmen ist in einem Leitfaden der Bundeszahnärztekammer beschrieben, der auf der Grundlage des Zahnheilkundegesetzes (ZHG) erstellt worden ist.

## Ausbildungsvoraussetzungen
Neben dem Nachweis einer erfolgreich bestandenen Abschlussprüfung als ZAH bzw. ZFA anhand des Prüfungszeugnisses einer deutschen Zahnärztekammer, sind die Teilnahmebescheinigungen über das erfolgreiche Ablegen der Lehrveranstaltungen Prothetische Assistenz und Prophylaxe-Basiskurs, ein Nachweis über den Besuch eines Kurses in Erster Hilfe einschließlich Herz-Lungen-Wiederbelebung von mindestens 16 Stunden, ein Nachweis gemäß § 18a Abs. 3 der Röntgenverordnung (RöV) über den Erwerb der erforderlichen Kenntnisse im Strahlenschutz, und der Nachweis, dass der Bewerber mindestens ein oder zwei Jahre – je nach Zahnärztekammer – als zahnmedizinischer Fachangestellter (ZAH/ZFA) tätig gewesen ist, notwendige weitere Ausbildungsvoraussetzungen.

## Weiterbildung
Die Weiterbildung umfasst eine systematische und umfassende Aufstiegsfortbildungsmaßnahme gem. § 54 BBiG mit einem Fortbildungsumfang von mindestens 700 Stunden. Die Voraussetzungen für die Teilnahme, die Inhalte der Fortbildung und der Prüfung ergeben sich aus der staatlich genehmigten Prüfungsordnung der jeweils zuständigen Zahnärztekammer. Im Umfang ist die Tätigkeit in der Beschäftigungspraxis mit Testatbögen mit ca. 250 Stunden, ein Lehrpraxispraktikum mit Testatbögen mit ca. 160 Stunden und ein Klinikpraktikum mit ca. 80 Stunden enthalten. 
Der Lehrplan umfasst:
- Allgemeinmedizinische Grundlagen
- Zahnmedizinische Grundlagen
- Ernährungslehre
- Oralprophylaxe
- Klinische Dokumentation
- Behandlungsbegleitende Maßnahmen
- Arbeitssicherheit und -systematik/Ergonomie
- Psychologie und Kommunikation
- Abrechnungswesen
- Praxisorganisation/Rechts- und Berufskunde/Verwaltung
- Ausbildungswesen/Pädagogik
- Praktika (siehe oben)

Die Aufstiegsfortbildung soll innerhalb eines Zeitraums von drei Jahren abgeschlossen sein. 

### Prüfung
Die Weiterbildung endet mit einer Prüfung, die aus einem schriftlichen und einem praktischen Teil besteht. Die schriftliche Prüfung kann durch eine mündliche Prüfung ergänzt werden, wenn dies für das Bestehen der Prüfung den Ausschlag geben kann.
Die praktische Prüfung umfasst:
- Erstellung eines Mundhygienestatus
- Erstellung eines individuellen häuslichen Mundhygienekonzeptes mit Motivierung und Instruktion
- Fluoridanamnese und Therapie
- Entfernung von weichen und harten sowie klinisch erreichbaren subgingivalen Belägen
- Durchführung einer Glattflächenpolitur
- Durchführung einer Fissurenversiegelung
- Durchführung einer Füllungsendpolitur
- Herstellung von Provisorien
- Abformung zur Herstellung von Situationsmodellen
- Ein- und Ausligieren von Bögen am ausgeformten Zahnbogen
- Auswahl und Anprobe von Bändern am Patienten
- Reinigung und Politur von Zähnen nach Entfernung von festsitzenden Geräten

Die Prüfung ist bestanden, wenn der Prüfling in allen Prüfungsfächern mindestens ausreichende Leistungen erbracht hat.